# Kruh Tjеrkаsy
Kruh Tjеrкаsy (ukrainska: Круг) är en volleybollklubb (damer) från Tjerkasy, Ukraina. Klubben grundades 1991. Den har blivit ukrainsk mästare sex gånger (1998, 2000, 2005, 2006, 2007 och 2008) och vunnit ukrainska cupen åtta gånger (1997, 1998, 1999, 2000, 2005, 2006, 2007 och 2008).